# IFAF 4 Nations Tournament 2015
L'IFAF 4 Nations Tournament 2015 è la prima edizione dell'omonimo torneo per squadre nazionali maggiori maschili riconosciuta da IFAF. È stato disputato a Tegucigalpa, in Honduras, tra il 5 e il 6 dicembre 2015.

## Stadi
Distribuzione degli stadi dell'IFAF 4 Nations Tournament 2015
| Tegucigalpa                 | Tegucigalpa | Tegucigalpa                         |
| Campo de fútbol INFOP       | Tegucigalpa | Universidad Tecnológica de Honduras |
| 15°57′42.17″N 87°21′01.71″W | Tegucigalpa | 14°02′44.81″N 87°10′54.31″W         |
| Capacità:                   | Tegucigalpa | Capacità:                           |
| Altitudine:                 | Tegucigalpa | Altitudine:                         |

## Squadre partecipanti
| Pr. | Squadra     |
| --- | ----------- |
| 1   | El Salvador |
| 2   | Guatemala   |
| 3   | Honduras    |
| 4   | Nicaragua   |

## Tabellone
|  | Semifinali  | Semifinali  | Semifinali |           |          | Finale               | Finale               | Finale               |  |
|  |             |             |            |           |          |                      |                      |                      |  |
|  | Honduras    | Honduras    | 22         |           |          |                      |                      |                      |  |
|  | Honduras    | Honduras    | 22         |           |          |                      |                      |                      |  |
|  | Nicaragua   | Nicaragua   | 0          |           |          |                      |                      |                      |  |
|  | Nicaragua   | Nicaragua   | 0          |           | Honduras | Honduras             | 12                   |                      |  |
|  |             |             |            |           | Honduras | Honduras             | 12                   |                      |  |
|  |             |             | Guatemala  | Guatemala | 6        |                      |                      |                      |  |
|  | Guatemala   | Guatemala   | Guatemala  | Guatemala | 6        | 14                   |                      |                      |  |
|  | Guatemala   | Guatemala   |            |           |          | 14                   |                      |                      |  |
|  | El Salvador | El Salvador | 2          |           |          | Finale 3º - 4º posto | Finale 3º - 4º posto | Finale 3º - 4º posto |  |
|  | El Salvador | El Salvador | 2          |           |          |                      |                      |                      |  |
|  |             |             |            |           |          |                      |                      |                      |  |
|  |             |             |            |           |          | Nicaragua            | Nicaragua            | 0                    |  |
|  |             |             |            |           |          | Nicaragua            | Nicaragua            | 0                    |  |
|  |             |             |            |           |          | El Salvador          | El Salvador          | 38                   |  |

## Risultati

### Semifinali
| Tegucigalpa 5 dicembre 2015, ore 9:00 | Guatemala | 14 – 2 | El Salvador | Campo de fútbol INFOP |

| Tegucigalpa 5 dicembre 2015, ore 13:00 | Honduras | 22 – 0 | Nicaragua | Campo de fútbol INFOP |

### Finale 3º - 4º posto
| Tegucigalpa 6 dicembre 2015, ore 9:00 | Nicaragua | 0 – 38 | El Salvador | Universidad Tecnológica de Honduras |

### Finale
| Tegucigalpa 6 dicembre 2015, ore 13:00 | Honduras | 12 – 6 | Guatemala | Universidad Tecnológica de Honduras |

## Campione
| Vincitore dell'IFAF 4 Nations Tournament 2015 Honduras (1º titolo) |